# نهر نيفين
نهر نيفين هو نهر في كاليدونيا الجديدة. إلى جانب نهر مونيو ، تبلغ مساحته الإجمالية 202 كيلومترًا مربعًا. 

## أنظر أيضا
- قائمة أنهار كاليدونيا الجديدة